# Saint-André-en-Royans
Saint-André-en-Royans este o comună în departamentul Isère din sud-estul Franței. În 2009 avea o populație de 326 de locuitori.

## Evoluția populației
| An        | 1975 | 1982 | 1990 | 1999 | 2006 | 2009 |
| --------- | ---- | ---- | ---- | ---- | ---- | ---- |
| Populație | 239  | 251  | 273  | 297  | 326  | 326  |